# Poeae
Poeae R. Br., 1814 è una tribù di piante angiosperme monocotiledoni appartenente alla famiglia delle Poacee (o Gramineae, nom. cons.), sottofamiglia Pooideae.

## Etimologia
Il nome della tribù deriva dal suo genere tipo Poa L., 1753 che a sua volta deriva dalla parola greca "poa" che veniva applicata all'erba comune e ad altre erbe utili per il foraggio.
Il nome scientifico della tribù è stato definito dal botanico britannico Robert Brown (Montrose, 21 dicembre 1773 – Londra, 10 giugno 1858) nella pubblicazione "Voyage to Terra Australis" (Voy. Terra Austral. 2: 582. 19 Jul 1814) del 1814.

## Descrizione

### Portamento
Il portamento delle specie di questo gruppo in genere è cespuglioso/cespitoso (rizomatoso o stolonifero) con forme biologiche tipo emicriptofita cespitosa (H caesp) e cicli biologici perenni o annuali (in questo caso la forma biologica è: terofita scaposa - "T scap"). I culmi sono cavi a sezione più o meno rotonda; sono verticali e lisci, talvolta genicolati, altre volte bulbosi alla base. In queste piante non sono presenti i micropeli; sono presenti invece piante bisessuali, monoiche, dioiche o ginodioiche. Alcune piante perenni sono alte fino a 2 metri (3 metri in Dryopoa, sottotribù Scolochloinae); altre specie presentano una superficie punteggiata.

### Foglie
Le foglie lungo il culmo sono disposte in modo alterno, sono distiche e si originano dai vari nodi. Sono composte da una guaina, una ligula e una lamina. Le venature sono parallelinervie. Non sono presenti i pseudopiccioli e, nell'epidermide delle foglia, le papille.
- Guaina: la guaina è abbracciante il fusto e in genere è priva di auricole e normalmente è chiusa oppure aperta con margini liberi; alcune specie sono provviste di padiglioni auricolari falcati. In alcune specie le guaine fogliari formano una specie di involucro (spatola) attorno all'infiorescenza.
- Ligula: la ligula è membranosa e a volte è cigliata; può essere corta o allungata; a volte è ialina.
- Lamina: la lamina ha delle forme generalmente lineari e piatte con margini paralleli (da filiformi a lineari con margini cartilaginei in Sesleriinae). In alcune specie le foglie sono piegate o arrotolate, in altre conduplicate o contorte; la consistenza può essere setacea oppure flaccida. Sono presenti foglie con nervature trasversali.

### Fiori

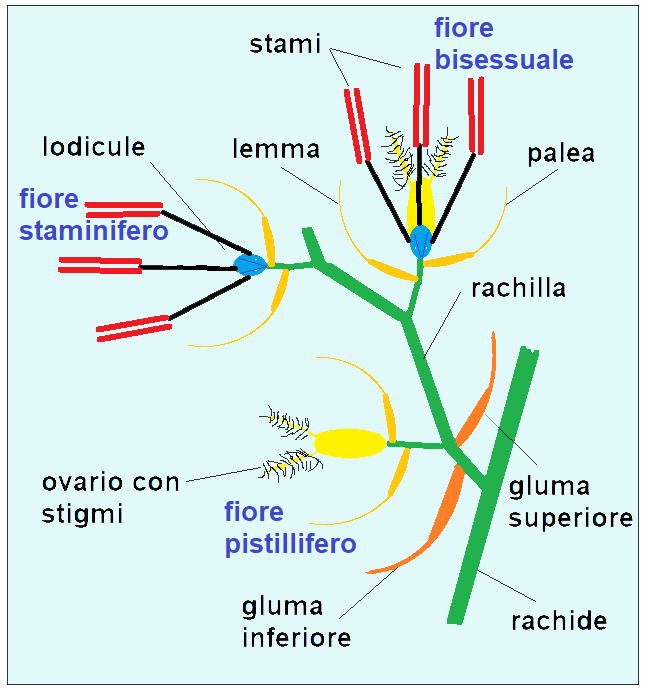
Spighetta generica con tre fiori diversi

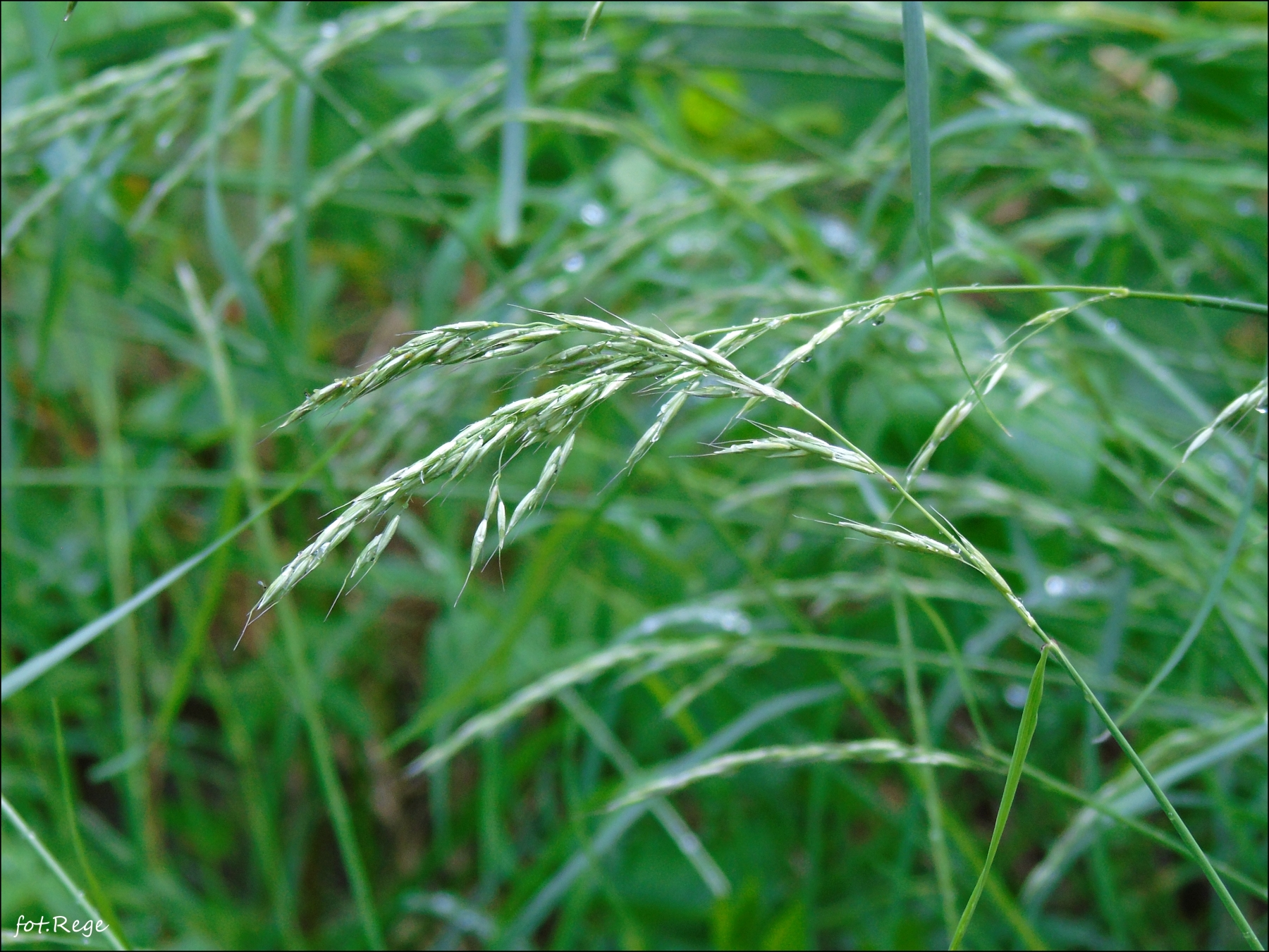
Infiorescenza
Festuca gigantea
(Sottotribù Loliinae)

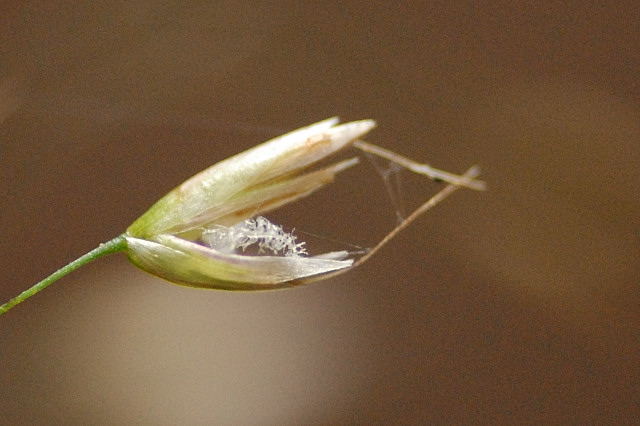
I fiori
Avenella flexuosa
(Sottotribù Airinae)

- Infiorescenza principale (sinfiorescenza o semplicemente spiga): le infiorescenze, ascellari e terminali, in genere sono ramificate e sono formate da alcune spighette ed hanno la forma di una pannocchia aperta. La fillotassi dell'inflorescenza inizialmente è a due livelli, anche se le successive ramificazioni la fa apparire a spirale. In alcune specie la spiga ha la forma di una pannocchia densa e grappolosa (le spighette sono posizionate su un lato del ramo).
- Infiorescenza secondaria (o spighetta): le spighette, con forme ovali-lanceolate e compresse lateralmente, sottese da due brattee distiche e strettamente sovrapposte chiamate glume (inferiore e superiore), sono formate da più fiori (fino a 22 in Lolium e 30 in Desmazeria). Possono essere presenti dei fiori sterili; in questo caso sono in posizione distale rispetto a quelli fertili. Alla base di ogni fiore sono presenti due brattee: la palea e il lemma. La disarticolazione avviene con la rottura della rachilla sopra le glume e tra i fiori. L'estensione della rachilla è presente o assente. Non sono presenti le ariste. I fiori possono essere tutti bisessuali, o misti con i fiori femminili in posizione distale.
- Glume: le glume, disuguali, generalmente sono più corte dei fiori (raramente sono più lunghe); sono membranose; gli apici sono ottusi, a volte mutuci, raramente mucronati; possono essere fortemente carenate; hanno da 1 a 3 nervature longitudinali. In alcune specie le glume sono ialine.
- Palea: la palea è un profillo con due venature; può essere cigliata; normalmente è carenata (a volte con due carene).
- Lemma: il lemma possiede, in molte specie, una chiglia; la forma è generalmente arrotondata con apice ottuso; l'apice può evere tre lobi o denti; la superficie del lemma ha da 5 a 7 nervature longitudinali. A volte la parte abassiale è vistosamente barbuta.
- I fiori fertili sono attinomorfi formati da 3 verticilli: perianzio ridotto, androceo  e gineceo.
- Formula fiorale:[7]

*, P 2, A (1-)3(-6), G (2–3) supero, cariosside.
- Il perianzio è ridotto e formato da due lodicule, delle squame traslucide, poco visibili (forse relitto di un verticillo di 3 sepali). Le lodicule sono membranose e non vascolarizzate. In alcune specie le lodicule sono assenti.
- L'androceo è composto da 3 (2 in Coleanthus; 1 o 2 in Phippsia) stami ognuno con un breve filamento libero, una antera sagittata e due teche. Le antere sono basifisse con deiscenza laterale. Il polline è monoporato.
- Il gineceo è composto da 3-(2) carpelli connati formanti un ovario supero. L'ovario, glabro, ha un solo loculo con un solo ovulo subapicale (o quasi basale). L'ovulo è anfitropo e semianatropo e tenuinucellato o crassinucellato. Lo stilo, breve, è unico con due stigmi piumosi e distinti.

### Frutti
I frutti sono del tipo cariosside, ossia sono dei piccoli chicchi indeiscenti, con forme ovoidali, nei quali il pericarpo è formato da una sottile parete che circonda il singolo seme. In particolare il pericarpo è fuso al seme ed è aderente. L'endocarpo non è indurito e l'ilo è puntiforme. L'embrione è piccolo e provvisto di epiblasto ha un solo cotiledone altamente modificato (scutello senza fessura) in posizione laterale. I margini embrionali della foglia non si sovrappongono.

## Biologia
Come gran parte delle Poaceae, le specie di questo genere si riproducono per impollinazione anemogama. Gli stigmi più o meno piumosi sono una caratteristica importante per catturare meglio il polline aereo.
La dispersione dei semi avviene inizialmente a opera del vento (dispersione anemocora) e una volta giunti a terra grazie all'azione di insetti come le formiche (mirmecoria).

## Tassonomia
La famiglia delle Poacee comprende circa 800 generi e oltre 9.000 specie. È una delle famiglie più numerose e più importanti del gruppo delle monocotiledoni. La famiglia è suddivisa in 12 sottofamiglie, la tribù Poeae fa parte della sottofamiglia Pooideae.

### Sottotribù
La tribù è suddivisa in 33 sottotribù:
- Sottotribù Agrostidinae
- Sottotribù Airinae
- Sottotribù Alopecurinae
- Sottotribù Ammochloinae
- Sottotribù Anthoxanthinae
- Sottotribù Antinoriinae
- Sottotribù Aristaveninae
- Sottotribù Aveninae
- Sottotribù Avenulinae
- Sottotribù Beckmanniinae
- Sottotribù Brizinae
- Sottotribù Calothecinae
- Sottotribù Cinninae
- Sottotribù Coleanthinae
- Sottotribù Cynosurinae
- Sottotribù Dactylidinae
- Sottotribù Dupontiinae
- Sottotribù Echinopogoninae
- Sottotribù Hookerochloinae
- Sottotribù Helictochloinae
- Sottotribù Holcinae
- Sottotribù Hypseochloinae
- Sottotribù Loliinae
- Sottotribù Miliinae
- Sottotribù Paramochloinae
- Sottotribù Parapholiinae
- Sottotribù Phalaridinae
- Sottotribù Phleinae
- Sottotribù Poinae
- Sottotribù Scolochloinae
- Sottotribù Sesleriinae
- Sottotribù Torreyochloinae
- Sottotribù Ventenatinae

### Generi della flora italiana
Nella flora spontanea della penisola italiana sono presenti i seguenti generi di questo gruppo (il numero delle specie può essere approssimativo).
- Sottotribù Airinae

- Aira con 7 specie (8 in Europa).
- Avenella con 1 specie (1 in Europa).
- Corynephorus con 3 specie (5 in Europa).
- Periballia con 1 specie (1 in Europa).

- Sottotribù Alopecurinae

- Alopecurus con 9 specie (30 in Europa).

- Sottotribù Antinoriinae

- Antinoria con 1 - 2 specie (2 in Europa).

- Sottotribù Aristaveninae

- Deschampsia con 4 specie (6 in Europa).

- Sottotribù Avenulinae

- Avenula con una specie (una in Europa).

- Sottotribù Beckmanniinae

- Beckmannia con una specie (2 in Europa).
- Pholiurus con una specie (una in Europa).

- Sottotribù Coleanthinae

- Catabrosa con una specie  (3 in Europa).
- Coleanthus con una specie (una in Europa).
- Puccinellia con 5 specie  (circa 40 in Europa).
- Sclerochloa con una specie  (2 in Europa).

- Sottotribù Cynosurinae

- Cynosurus con 4 specie (9 in Europa).

- Sottotribù Dactylidinae

- Dactylis con una specie (3 in Europa).
- Lamarckia con una specie (1 in Europa).

- Sottotribù Helictochloinae

- Molinierella con 1 specie (3 in Europa).
- Helictochloa con 5 specie (circa 22 in Europa).

- Sottotribù Holcinae

- Holcus con 4 specie (9 in Europa).

- Sottotribù Loliinae

- Festuca con oltre 80 specie (oltre 280 in Europa).
- Lolium con 7 specie (13 in Europa).

- Sottotribù Miliinae

- Milium con 2 specie (5 in Europa).

- Sottotribù Parapholiinae

- Sphenopus con una specie (2 in Europa).
- Catapodium con 5 specie (6 in Europa).
- Cutandia con 2 specie  (6 in Europa).
- Desmazeria con 2 specie  (4 in Europa).
- Hainardia con una specie  (una in Europa).
- Parapholis con 5 specie  (5 in Europa).

- Sottotribù Phleinae

- Phleum con 11 specie (16 in Europa).

- Sottotribù Poinae

- Poa con 24 specie (circa 100 in Europa).

- Sottotribù Sesleriinae

- Echinaria con 1 specie (1 in Europa).
- Mibora con 1 specie (2 in Europa).
- Oreochloa con 2 specie (3 in Europa).
- Sesleria con 13 specie (oltre 24 in Europa).
- Sesleriella con 2 specie.

- Sottotribù Ventenatinae

- Apera con 2 specie (5 in Europa).
- Bellardiochloa con una specie  (4 in Europa).
- Parvotrisetum con una specie (una in Europa).
- Ventanata con una specie.

### Generi ibridi
Questa tribù include alcuni generi ibridi:
- xAgropogon P. Fourn.
- xArctodupontia Tzvelev
- xDupoa J. Cay. & Darbysh.
- xPucciphippsia Tzvelev.

### Filogenesi
La tribù Poeae è compresa nella supertribù Poodae L. Liu, 1980. La tribù Poeae (formata da diverse sottotribù suddivise in alcune supersottotribù) è l'ultimo nodo della sottofamiglia Pooideae ad essersi evoluto (gli altri precedenti sono la tribù Brachyelytreae, e le supertribù Nardodae, Melicodae, Stipodae e Triticodae). Con la tribù Aveneae Dumort., 1824 forma un "gruppo fratello". Inoltre Poeae appartiene al gruppo con le sequenze dei plastidi di tipo "Poeae" (definito "Poeae chloroplast groups 2 "
Da un punto di vista filogenetico la tribù è suddivisa in due cladi principali e un gruppo di sottotribù in posizione politomica rispetto ai due cladi principali.
- Sottotribù in posizione politomica "basale":[2]

- Sesleriinae e Scolochloinae: questa due sottotribù occupano una posizione "basale" in disposizione politomica. Questa incertezza può essere spiegata in quanto le analisi sul DNA mostrano che queste sottotribù hanno una origine ibrida, creando quindi incertezze nella costruzione degli alberi filogenetici.
- Airinae e Holcinae: queste due sottotribù come sono circoscritte attualmente sono entrambe monofiletica; in alcune analisi le sottotribù Airinae e Holcinae formano un "gruppo fratello".
- Helictochloinae e Aristaveninae: la posizione "basale" politomica di entrambe queste due sottotribù è dovuta alla scarsità di analisi.

- Primo clade principale: comprende la sottotribù Antinoriinae e la supersottotribù Loliodinae.[2]

- Antinoriinae: la sottotribù è monofiletica, ma ha una posizione incerta: potrebbe occupare una posizione "basale" in disposizione politomica insieme ad altre sottotribù (Sesleriinae, Scolochloinae, Arinae, Holcinae e Aristaveninae), oppure formare un "gruppo fratello" con la supersottotribù Loliodinae.
- Composizione della supersottotribù Loliodinae:

- Loliinae: la sottotribù con l'attuale circoscrizione è monofiletica e forma un "gruppo fratello" con il resto delle sottotribù del gruppo Loliodinae.
- Le seguenti sottotribù formano il clade "ADCP" supportato filogeneticamente:

- Le seguenti sottotribù formano il clade "CP" supportato filogeneticamente: Parapholiinae (fortemente monofiletica) e Cynosurinae (per il momento non monofiletica).
- Le seguenti sottotribù formano il clade "AD" supportato filogeneticamente e definito in base alle analisi del DNA dei plastidi e caratterizzato morfologicamente dalle spighette disposte in densi gruppi: Dactylidinae (con l'attuale circoscrizione è monofiletica) e Ammochloinae.

- Secondo clade principale: comprende la sottotribù Coleanthinae e la supersottotribù Poodinae (questo clade è anche denominato "PPAM").[2]

- Coleanthinae: questa tribù dalle analisi di tipo filogenetico risulta essere sicuramente monofiletica. La sottotribù Coleanthinae forma un "gruppo fratello" con la supersottotribù Poodinae. In alcuni studi Coleanthinae risulta formare un "gruppo fratello" con la sottotribù Avenulinae.
- Composizione della supersottotribù Poodinae (questo clade è anche denominato "PAM"):

- Avenulinae: questa sottotribù è in posizione politomica con il gruppo denominato "ABCV clade" e alcune altre sottotribù qui sotto elencate.
- Gruppo di tre sottotribù:

- Miliinae: questa sottotribù nell'attuale circoscrizione è monofiletica e si trova in posizione "basale" al gruppo delle tre sottotribù
- Poinae: (gruppo monofiletico) nella sua attuale circoscrizione il genere Poa, unico componente della sottotribù, è il più grande della famiglia delle Poaceae.
- Phleinae: in alcune analisi Poinae e Phleinae formano un "gruppo fratello", ma non in altre nelle quali tuttavia le tre sottotribù Poinae, Miliinae e Phleinae sembrano variamente collegate filogeneticamente.

- I seguenti gruppi formano il clade "ABCV" supportato filogeneticamente:

- Brizochloinae: questa sottotribù è in posizione politomica con gli altri componenti del clade.
- Cinninae: questa sottotribù per il momento non è monofiletico in quanto risulta collegata in parte al genere Arctopoa e al clade (definito informalmente) HSAQN.
- Arcotopa: questo genere occupa una posizione "incertae sedis".
- Clade HSAQN (nome provvisorio): clade ben supportato filogeneticamente.
- Beckmanniinae: questa sottotribù non ha ancora una chiara posizione filogenetica.
- Gruppo politomico formato dalle seguenti sottotribù: Alopecurinae, Ventenatinae e il clade DAD.

Le seguenti sinapomorfie sono relative a tutta la sottofamiglia (Pooideae):
- la fillotassi dell'inflorescenza inizialmente è a due livelli;
- le spighette sono compresse lateralmente;
- i margini embrionali della foglia non si sovrappongono;
- l'embrione è privo della fessura scutellare.

Le sinapomorfie relative alla tribù sono:
- l'ilo è puntiforme;
- dei lipidi (grassi) sono presenti nell'endosperma;
- le lodicule sono prive di ciglia;
- l'ovario è glabro.

Il cladogramma seguente, tratto dagli studi citati, presenta una possibile configurazione filogenetica della tribù.
|  | \| \| Ventenatinae \| \| \| \| \| \| DAD clade \| \| \| \| \| \| Alopecurinae \| \| \| \| |
|  |                                                                                           |
|  | Beckmanniinae                                                                             |
|  |                                                                                           |
|  | Ventenatinae                                                                              |
|  |                                                                                           |
|  | DAD clade                                                                                 |
|  |                                                                                           |
|  | Alopecurinae                                                                              |
|  |                                                                                           |

|  | Ventenatinae |
|  |              |
|  | DAD clade    |
|  |              |
|  | Alopecurinae |
|  |              |

|  | \| \| Ventenatinae \| \| \| \| \| \| DAD clade \| \| \| \| \| \| Alopecurinae \| \| \| \| |
|  |                                                                                           |
|  | Beckmanniinae                                                                             |
|  |                                                                                           |
|  | Ventenatinae                                                                              |
|  |                                                                                           |
|  | DAD clade                                                                                 |
|  |                                                                                           |
|  | Alopecurinae                                                                              |
|  |                                                                                           |

|  | Ventenatinae |
|  |              |
|  | DAD clade    |
|  |              |
|  | Alopecurinae |
|  |              |

|  | \| \| Phleinae \| \| \| \| \| \| Poinae \| \| \| \| |
|  |                                                     |
|  | Miliinae                                            |
|  |                                                     |
|  | Phleinae                                            |
|  |                                                     |
|  | Poinae                                              |
|  |                                                     |

|  | Phleinae |
|  |          |
|  | Poinae   |
|  |          |

|  | \| \| Ventenatinae \| \| \| \| \| \| DAD clade \| \| \| \| \| \| Alopecurinae \| \| \| \| |
|  |                                                                                           |
|  | Beckmanniinae                                                                             |
|  |                                                                                           |
|  | Ventenatinae                                                                              |
|  |                                                                                           |
|  | DAD clade                                                                                 |
|  |                                                                                           |
|  | Alopecurinae                                                                              |
|  |                                                                                           |

|  | Ventenatinae |
|  |              |
|  | DAD clade    |
|  |              |
|  | Alopecurinae |
|  |              |

|  | \| \| Ventenatinae \| \| \| \| \| \| DAD clade \| \| \| \| \| \| Alopecurinae \| \| \| \| |
|  |                                                                                           |
|  | Beckmanniinae                                                                             |
|  |                                                                                           |
|  | Ventenatinae                                                                              |
|  |                                                                                           |
|  | DAD clade                                                                                 |
|  |                                                                                           |
|  | Alopecurinae                                                                              |
|  |                                                                                           |

|  | Ventenatinae |
|  |              |
|  | DAD clade    |
|  |              |
|  | Alopecurinae |
|  |              |

|  | \| \| Phleinae \| \| \| \| \| \| Poinae \| \| \| \| |
|  |                                                     |
|  | Miliinae                                            |
|  |                                                     |
|  | Phleinae                                            |
|  |                                                     |
|  | Poinae                                              |
|  |                                                     |

|  | Phleinae |
|  |          |
|  | Poinae   |
|  |          |

|  | \| \| Ventenatinae \| \| \| \| \| \| DAD clade \| \| \| \| \| \| Alopecurinae \| \| \| \| |
|  |                                                                                           |
|  | Beckmanniinae                                                                             |
|  |                                                                                           |
|  | Ventenatinae                                                                              |
|  |                                                                                           |
|  | DAD clade                                                                                 |
|  |                                                                                           |
|  | Alopecurinae                                                                              |
|  |                                                                                           |

|  | Ventenatinae |
|  |              |
|  | DAD clade    |
|  |              |
|  | Alopecurinae |
|  |              |

|  | \| \| Ventenatinae \| \| \| \| \| \| DAD clade \| \| \| \| \| \| Alopecurinae \| \| \| \| |
|  |                                                                                           |
|  | Beckmanniinae                                                                             |
|  |                                                                                           |
|  | Ventenatinae                                                                              |
|  |                                                                                           |
|  | DAD clade                                                                                 |
|  |                                                                                           |
|  | Alopecurinae                                                                              |
|  |                                                                                           |

|  | Ventenatinae |
|  |              |
|  | DAD clade    |
|  |              |
|  | Alopecurinae |
|  |              |

|  | \| \| Phleinae \| \| \| \| \| \| Poinae \| \| \| \| |
|  |                                                     |
|  | Miliinae                                            |
|  |                                                     |
|  | Phleinae                                            |
|  |                                                     |
|  | Poinae                                              |
|  |                                                     |

|  | Phleinae |
|  |          |
|  | Poinae   |
|  |          |

|  | \| \| Ventenatinae \| \| \| \| \| \| DAD clade \| \| \| \| \| \| Alopecurinae \| \| \| \| |
|  |                                                                                           |
|  | Beckmanniinae                                                                             |
|  |                                                                                           |
|  | Ventenatinae                                                                              |
|  |                                                                                           |
|  | DAD clade                                                                                 |
|  |                                                                                           |
|  | Alopecurinae                                                                              |
|  |                                                                                           |

|  | Ventenatinae |
|  |              |
|  | DAD clade    |
|  |              |
|  | Alopecurinae |
|  |              |

|  | \| \| Ventenatinae \| \| \| \| \| \| DAD clade \| \| \| \| \| \| Alopecurinae \| \| \| \| |
|  |                                                                                           |
|  | Beckmanniinae                                                                             |
|  |                                                                                           |
|  | Ventenatinae                                                                              |
|  |                                                                                           |
|  | DAD clade                                                                                 |
|  |                                                                                           |
|  | Alopecurinae                                                                              |
|  |                                                                                           |

|  | Ventenatinae |
|  |              |
|  | DAD clade    |
|  |              |
|  | Alopecurinae |
|  |              |

|  | \| \| Phleinae \| \| \| \| \| \| Poinae \| \| \| \| |
|  |                                                     |
|  | Miliinae                                            |
|  |                                                     |
|  | Phleinae                                            |
|  |                                                     |
|  | Poinae                                              |
|  |                                                     |

|  | Phleinae |
|  |          |
|  | Poinae   |
|  |          |

|  | Parapholiinae |
|  |               |
|  | Cynosurinae   |
|  |               |

|  | Dactylidinae |
|  |              |
|  | Ammochloinae |
|  |              |

|  | Parapholiinae |
|  |               |
|  | Cynosurinae   |
|  |               |

|  | Dactylidinae |
|  |              |
|  | Ammochloinae |
|  |              |

|  | Parapholiinae |
|  |               |
|  | Cynosurinae   |
|  |               |

|  | Dactylidinae |
|  |              |
|  | Ammochloinae |
|  |              |

|  | Parapholiinae |
|  |               |
|  | Cynosurinae   |
|  |               |

|  | Dactylidinae |
|  |              |
|  | Ammochloinae |
|  |              |

|  | Parapholiinae |
|  |               |
|  | Cynosurinae   |
|  |               |

|  | Dactylidinae |
|  |              |
|  | Ammochloinae |
|  |              |

|  | Parapholiinae |
|  |               |
|  | Cynosurinae   |
|  |               |

|  | Dactylidinae |
|  |              |
|  | Ammochloinae |
|  |              |

|  | Parapholiinae |
|  |               |
|  | Cynosurinae   |
|  |               |

|  | Dactylidinae |
|  |              |
|  | Ammochloinae |
|  |              |

|  | Parapholiinae |
|  |               |
|  | Cynosurinae   |
|  |               |

|  | Dactylidinae |
|  |              |
|  | Ammochloinae |
|  |              |

|  | Airinae  |
|  |          |
|  | Holcinae |
|  |          |

|  | \| \| Ventenatinae \| \| \| \| \| \| DAD clade \| \| \| \| \| \| Alopecurinae \| \| \| \| |
|  |                                                                                           |
|  | Beckmanniinae                                                                             |
|  |                                                                                           |
|  | Ventenatinae                                                                              |
|  |                                                                                           |
|  | DAD clade                                                                                 |
|  |                                                                                           |
|  | Alopecurinae                                                                              |
|  |                                                                                           |

|  | Ventenatinae |
|  |              |
|  | DAD clade    |
|  |              |
|  | Alopecurinae |
|  |              |

|  | \| \| Ventenatinae \| \| \| \| \| \| DAD clade \| \| \| \| \| \| Alopecurinae \| \| \| \| |
|  |                                                                                           |
|  | Beckmanniinae                                                                             |
|  |                                                                                           |
|  | Ventenatinae                                                                              |
|  |                                                                                           |
|  | DAD clade                                                                                 |
|  |                                                                                           |
|  | Alopecurinae                                                                              |
|  |                                                                                           |

|  | Ventenatinae |
|  |              |
|  | DAD clade    |
|  |              |
|  | Alopecurinae |
|  |              |

|  | \| \| Phleinae \| \| \| \| \| \| Poinae \| \| \| \| |
|  |                                                     |
|  | Miliinae                                            |
|  |                                                     |
|  | Phleinae                                            |
|  |                                                     |
|  | Poinae                                              |
|  |                                                     |

|  | Phleinae |
|  |          |
|  | Poinae   |
|  |          |

|  | \| \| Ventenatinae \| \| \| \| \| \| DAD clade \| \| \| \| \| \| Alopecurinae \| \| \| \| |
|  |                                                                                           |
|  | Beckmanniinae                                                                             |
|  |                                                                                           |
|  | Ventenatinae                                                                              |
|  |                                                                                           |
|  | DAD clade                                                                                 |
|  |                                                                                           |
|  | Alopecurinae                                                                              |
|  |                                                                                           |

|  | Ventenatinae |
|  |              |
|  | DAD clade    |
|  |              |
|  | Alopecurinae |
|  |              |

|  | \| \| Ventenatinae \| \| \| \| \| \| DAD clade \| \| \| \| \| \| Alopecurinae \| \| \| \| |
|  |                                                                                           |
|  | Beckmanniinae                                                                             |
|  |                                                                                           |
|  | Ventenatinae                                                                              |
|  |                                                                                           |
|  | DAD clade                                                                                 |
|  |                                                                                           |
|  | Alopecurinae                                                                              |
|  |                                                                                           |

|  | Ventenatinae |
|  |              |
|  | DAD clade    |
|  |              |
|  | Alopecurinae |
|  |              |

|  | \| \| Phleinae \| \| \| \| \| \| Poinae \| \| \| \| |
|  |                                                     |
|  | Miliinae                                            |
|  |                                                     |
|  | Phleinae                                            |
|  |                                                     |
|  | Poinae                                              |
|  |                                                     |

|  | Phleinae |
|  |          |
|  | Poinae   |
|  |          |

|  | \| \| Ventenatinae \| \| \| \| \| \| DAD clade \| \| \| \| \| \| Alopecurinae \| \| \| \| |
|  |                                                                                           |
|  | Beckmanniinae                                                                             |
|  |                                                                                           |
|  | Ventenatinae                                                                              |
|  |                                                                                           |
|  | DAD clade                                                                                 |
|  |                                                                                           |
|  | Alopecurinae                                                                              |
|  |                                                                                           |

|  | Ventenatinae |
|  |              |
|  | DAD clade    |
|  |              |
|  | Alopecurinae |
|  |              |

|  | \| \| Ventenatinae \| \| \| \| \| \| DAD clade \| \| \| \| \| \| Alopecurinae \| \| \| \| |
|  |                                                                                           |
|  | Beckmanniinae                                                                             |
|  |                                                                                           |
|  | Ventenatinae                                                                              |
|  |                                                                                           |
|  | DAD clade                                                                                 |
|  |                                                                                           |
|  | Alopecurinae                                                                              |
|  |                                                                                           |

|  | Ventenatinae |
|  |              |
|  | DAD clade    |
|  |              |
|  | Alopecurinae |
|  |              |

|  | \| \| Phleinae \| \| \| \| \| \| Poinae \| \| \| \| |
|  |                                                     |
|  | Miliinae                                            |
|  |                                                     |
|  | Phleinae                                            |
|  |                                                     |
|  | Poinae                                              |
|  |                                                     |

|  | Phleinae |
|  |          |
|  | Poinae   |
|  |          |

|  | \| \| Ventenatinae \| \| \| \| \| \| DAD clade \| \| \| \| \| \| Alopecurinae \| \| \| \| |
|  |                                                                                           |
|  | Beckmanniinae                                                                             |
|  |                                                                                           |
|  | Ventenatinae                                                                              |
|  |                                                                                           |
|  | DAD clade                                                                                 |
|  |                                                                                           |
|  | Alopecurinae                                                                              |
|  |                                                                                           |

|  | Ventenatinae |
|  |              |
|  | DAD clade    |
|  |              |
|  | Alopecurinae |
|  |              |

|  | \| \| Ventenatinae \| \| \| \| \| \| DAD clade \| \| \| \| \| \| Alopecurinae \| \| \| \| |
|  |                                                                                           |
|  | Beckmanniinae                                                                             |
|  |                                                                                           |
|  | Ventenatinae                                                                              |
|  |                                                                                           |
|  | DAD clade                                                                                 |
|  |                                                                                           |
|  | Alopecurinae                                                                              |
|  |                                                                                           |

|  | Ventenatinae |
|  |              |
|  | DAD clade    |
|  |              |
|  | Alopecurinae |
|  |              |

|  | \| \| Phleinae \| \| \| \| \| \| Poinae \| \| \| \| |
|  |                                                     |
|  | Miliinae                                            |
|  |                                                     |
|  | Phleinae                                            |
|  |                                                     |
|  | Poinae                                              |
|  |                                                     |

|  | Phleinae |
|  |          |
|  | Poinae   |
|  |          |

|  | Parapholiinae |
|  |               |
|  | Cynosurinae   |
|  |               |

|  | Dactylidinae |
|  |              |
|  | Ammochloinae |
|  |              |

|  | Parapholiinae |
|  |               |
|  | Cynosurinae   |
|  |               |

|  | Dactylidinae |
|  |              |
|  | Ammochloinae |
|  |              |

|  | Parapholiinae |
|  |               |
|  | Cynosurinae   |
|  |               |

|  | Dactylidinae |
|  |              |
|  | Ammochloinae |
|  |              |

|  | Parapholiinae |
|  |               |
|  | Cynosurinae   |
|  |               |

|  | Dactylidinae |
|  |              |
|  | Ammochloinae |
|  |              |

|  | Parapholiinae |
|  |               |
|  | Cynosurinae   |
|  |               |

|  | Dactylidinae |
|  |              |
|  | Ammochloinae |
|  |              |

|  | Parapholiinae |
|  |               |
|  | Cynosurinae   |
|  |               |

|  | Dactylidinae |
|  |              |
|  | Ammochloinae |
|  |              |

|  | Parapholiinae |
|  |               |
|  | Cynosurinae   |
|  |               |

|  | Dactylidinae |
|  |              |
|  | Ammochloinae |
|  |              |

|  | Parapholiinae |
|  |               |
|  | Cynosurinae   |
|  |               |

|  | Dactylidinae |
|  |              |
|  | Ammochloinae |
|  |              |

|  | Airinae  |
|  |          |
|  | Holcinae |
|  |          |